# Blondie Chaplin
Blondie Chaplin, pseudonimo di Terence William Chaplin (Durban, 7 luglio 1951), è un cantante e chitarrista sudafricano.

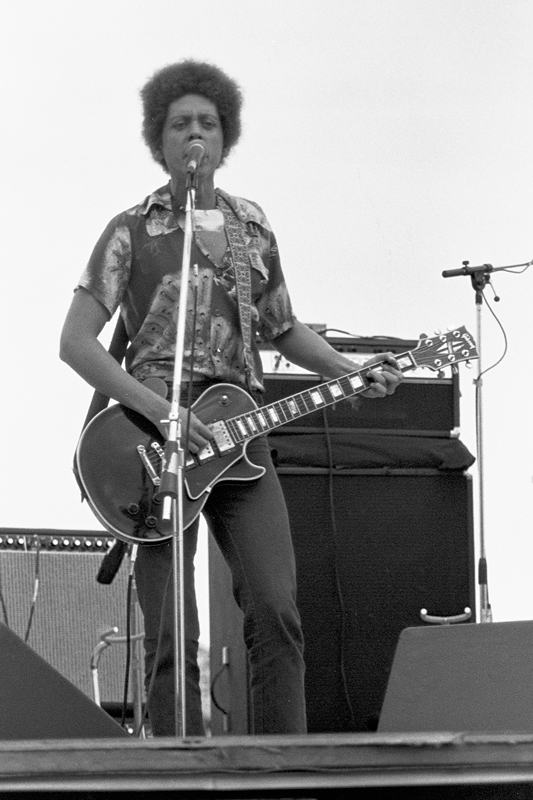
Blondie Chaplin nel 1979

Noto per essere stato membro dei Beach Boys dal 1973 al 1974, Chaplin è anche un membro della band di supporto dei Rolling Stones.
Negli anni ha anche intrapreso una carriera solista, pubblicando 2 album.

## Carriera
La sua prima esperienza fu con il gruppo rock sudafricano The Flame. Si fece presto notare nell’ambiente musicale e approdò nel gruppo The Beach Boys nel 1972 insieme al batterista e compagno di band Ricky Fataar. 
Chaplin e Fataar si distinsero, oltre che come ottimi musicisti live, anche come autori, firmando brani come Here she comes e Hold on dear brother dell'album So tough/Carl & the Passion del 1972. 
Le ottime doti vocali di Blondie possono essere apprezzate nei brani Sail on Sailor, Leaving This Town e Funky Pretty dell'album Holland del 1973, nonché in concerto in alcuni dei brani dal sapore tipicamente RnB come Wild Honey.
Blondie lasciò il gruppo, insieme a Ricky Fataar, nel 1973 per contrasti con il manager Steve Love (fratello del frontman del gruppo Mike Love) e con il concomitante rientro di Brian a pieno titolo nel gruppo.
Dalla fine degli anni novanta fa parte della band di supporto al gruppo The Rolling Stones nei concerti come corista e chitarrista.
A partire dal 2016 e fino al 2023, Blondie fu anche membro della touring band di Brian Wilson.
Oltre alle esibizioni live con Beach Boys e Rolling Stones, Blondie ha spesso suonato in numerosi dischi di vari artisti, soprattutto membri degli stessi gruppi con i quali suona dal vivo.

## Discografia

### Solista
| Anno | Titolo          |
| ---- | --------------- |
| 1977 | Blondie Chaplin |
| 2006 | Between Us      |

### Con The Flames
- The Flames – That's Enough, 1967
- The Flames – Burning Soul!, 1967
- The Flames – Soulfire!!, 1968
- The Flames – The Flame, Brother Records, 1970

### Con i Beach Boys
- The Beach Boys – Carl and the Passions – "So Tough", 1972
- The Beach Boys – Holland, 1973
- The Beach Boys – The Beach Boys in Concert, 1973

### Altre apparizioni
- David Johansen – Here Comes The Night, Blue Sky Records, 1981
- Paul Butterfield – The Legendary Paul Butterfield Rides Again, Amherst Records, 1986
- Anton Fig – In The Groove, 1994
- The Rolling Stones - Bridges to Babylon, 1997
- Anton Fig – Figments, 2002
- The Rolling Stones - A Bigger Bang, 2005
- Keith Richards - Crosseyed Heart, 2005
- Rick Danko – Cryin' Heart Blues, 2005
- Ronnie Wood - I Feel Like Playing, 2010
- Lou Pallo del Les Paul's Trio – Thank You Les / Tribute to Les Paul,  2012
- Beth Hart & Joe Bonamassa – Seesaw, 2013
- Beth Hart & Joe Bonamassa – Live in Amsterdam, 2014
- Brian Wilson – No Pier Pressure, 2015
- The Rolling Stones - No Security San Jose '99, 2018
- The Rolling Stones - Bridges to Bremen, 2019
- The Rolling Stones - Live On Copacabanna Beach, 2021
- The Rolling Stones - Licked Live In New York, 2022